# اروت‌لو (دازقری)
اروت‌لو (به ترکی استانبولی: Örtülü) یک منطقهٔ مسکونی در ترکیه است که در دازقری واقع شده‌است.